# Честер Морріс
Честер Морріс (англ. Chester Morris, ім'я при народженні — Джон Честер Брукс Морріс (англ. John Chester Brooks Morris); 16 лютого 1901 — 11 вересня 1970) — американський актор.

## Біографія
Честер Морріс народився в Нью-Йорку в родині бродвейського актора Вільяма Морріса і комедіантки Еті Хокінс. У 17 років він дебютував на Бродвеї в постановці «Таємний прихильник жителів півдня» з Лайонелом Беррімором у головній ролі, і в тому ж році відбувся його кінодебют. У 1920-х Морріс був досить популярний на Бродвеї, з'явившись в цілому ряді успішних постановок.
Однією з перших великих кіноролей актора став Чік Вільямс у кримінальній драмі «Алібі», за якого був висунутий на премію «Оскар» в номінації «Найкращий актор». Цей успіх послужив поштовхом для подальшого розвитку його кінокар'єри, і впродовж 1930-х років Морріс залишався досить затребуваним в Голлівуді. У ті роки він з'явився в таких фільмах, як «Розлучена» (1930), «Казенний будинок» (1930), «Корсар» (1931), «Чудова людина» (1932), «Жінка з рудим волоссям» (1932), «Безвихідь» (1939) та багатьох інших. До кінця десятиліття його кінокар'єра поступово пішла на спад і він перемістився на менш помітні ролі в малобюджетних фільмах. У 1940-х Честер Морріс був переважно відомий по ролі злодія коштовностей Бостона Блеклі в серії фільмів кіностудії «Columbia Pictures».
У 1950-ті та 1960-ті роки Морріс працював в основному на телебаченні, лише пару раз з'явившись на театральних сценах Бродвею, а його останньою роллю став Пол Вівер у соціальній драмі «Велика біла надія» (1970).
Морріс був одружений двічі. Спочатку він одружився з Сюзанною Кілборн 8 листопада 1926 року. Вони мали двох дітей, Джона Брукса (1928—2011) і Синтію (народилася 1930). Кілборн розпочала процес розлучення в листопаді 1939, який був завершений 26 листопада 1940. 30 листопада 1940 року він одружився з Ліліан Кентон Баркер, в будинку актора Френка Моргана. У них був син, Кентон (1947—2008).
Останні роки життя актор страждав від раку, але попри це продовжував свою акторську кар'єру. 11 вересня 1970 року, під час гастролей у місті Нью-Хоуп в штаті Пенсільванія, Честер Морріс покінчив життя самогубством в номері готелю «Holiday Inn», прийнявши надмірну дозу барбітуратів.

## Вибрана фільмографія
| Рік  |   | Українська назва           | Оригінальна назва            | Роль                             |
| ---- | - | -------------------------- | ---------------------------- | -------------------------------- |
| 1929 | ф | Алібі                      | Alibi                        | Чік Вільямс                      |
| 1930 | ф | Випадок із сержантом Гріша | The Case of Sergeant Grischa | сержант Гріша Папротнік          |
| 1930 | ф | Розлучення                 | The Divorcee                 | Тед Мартін                       |
| 1930 | ф | Казенний будинок           | The Big House                | Морган                           |
| 1930 | ф | Шепіт кажана               | The Bat Whispers             | детектив Андерсон                |
| 1932 | ф | Рудоволоса бестія          | Red-Headed Woman             | Вільям «Віллі» Леджендр молодший |
| 1936 | ф | Підробка                   | Counterfeit                  | Джон Джозеф Мадден               |
| 1938 | ф | Небесний велетень          | Sky Giant                    | Кеннет «Кен» Стоктон             |